# Ren Lin
Ren Jiang „Tony“ Lin (* 1983 oder 1984 in der Volksrepublik China) ist ein professioneller US-amerikanischer Pokerspieler. Er gewann 2023 das Alpha8 der World Poker Tour.

## Persönliches
Lin emigrierte 2004 von der Volksrepublik China in die Vereinigten Staaten. Nach einer Zeit in Augusta im US-Bundesstaat Georgia lebt er mittlerweile in New York City. Vor seiner Pokerkarriere spielte der Amerikaner professionell Videospiele.

## Pokerkarriere
Seine erste Geldplatzierung bei einem Live-Pokerturnier erzielte Lin im Dezember 2015 im Venetian Resort Hotel in Paradise am Las Vegas Strip. Unweit davon gewann er Ende Juni 2016 im Planet Hollywood Resort and Casino sein erstes Live-Turnier und sicherte sich ein Preisgeld von 1400 US-Dollar. Im Juni 2017 war der Amerikaner erstmals bei der World Series of Poker (WSOP) im Rio All-Suite Hotel and Casino am Las Vegas Strip erfolgreich und kam bei einem Turnier der Variante No Limit Hold’em in die Geldränge. Auch bei der WSOP 2018 kam er einmal auf die bezahlten Plätze, bei der WSOP 2019 gelang ihm dies sechsmal. Bei der aufgrund der COVID-19-Pandemie auf der Onlinepoker-Plattform GGPoker erstmals ausgespielten World Series of Poker Online erzielte Lin unter seinem Nickname Zhao Zi Long ab Juli 2020 insgesamt 12 Geldplatzierungen, u. a. im Main Event. Bei der WSOP 2021 saß er im Oktober 2021 erstmals an einem WSOP-Finaltisch und belegte einen mit knapp 200.000 US-Dollar dotierten dritten Platz. Eine Woche später gewann er im Aria Resort & Casino am Las Vegas Strip das Aria High Roller mit einer Siegprämie von knapp 150.000 US-Dollar. Beim finalen 50.000 US-Dollar teuren High Roller der WSOP erreichte der Amerikaner im November 2021 den Finaltisch. Hinter Mikita Badsjakouski wurde er Zweiter und sicherte sich mehr als 900.000 US-Dollar. Ende März 2022 erzielte Lin bei den US Poker Open im Aria drei Geldplatzierungen und erhielt Preisgelder von rund 330.000 US-Dollar. Bei der WSOP 2022, die erstmals im Bally’s Las Vegas und Paris Las Vegas ausgespielt wurde, kam er 14-mal auf die bezahlten Plätze. Auch bei der anschließend ausgespielten World Series of Poker Online erzielte der Amerikaner 16 Geldplatzierungen und sicherte sich sein höchstes Preisgeld von über 200.000 US-Dollar für den zweiten Platz bei der Pot-Limit Omaha Championship. Anfang Februar 2023 wurde er beim High Roller des PokerStars Caribbean Adventures auf den Bahamas ebenfalls Zweiter und erhielt rund 620.000 US-Dollar. Auch die Pot Limit Omaha Championship der PGT PLO Series im Aria beendete Lin Mitte März 2023 als Zweiter, was ihm über 350.000 US-Dollar einbrachte. Ende desselben Monats gewann er das zweite Turnier der US Poker Open und belegte aufgrund drei weiterer Geldplatzierungen und Preisgeldern von knapp 570.000 US-Dollar den zweiten Platz beim Rennen um die US Poker Open Championship. Bei der World Series of Poker Europe im King’s Resort in Rozvadov beendete der Amerikaner das Diamond High Roller im November 2023 als Zweiter und erhielt 400.000 Euro. Mitte Dezember 2023 setzte er sich beim Alpha8 der World Poker Tour im Wynn Las Vegas durch und wurde erstmals mit mehr als einer Million US-Dollar prämiert.
Insgesamt hat sich Lin mit Poker bei Live-Turnieren knapp 9,5 Millionen US-Dollar erspielt. Er ist aufgrund seiner charismatischen Art am Pokertisch beliebt und für seine Phrasen „Touchdown, Tom Brady!“, „No Gamble, No Future“ und „Lady Gaga“ bekannt.